# Jüdischer Friedhof (Malchin)

Jüdischer Friedhof Malchin 1880 (oben Mitte – Signatur Begr. Pl.)

Der Jüdische Friedhof Malchin war ein jüdischer Friedhof in der Stadt Malchin im Landkreis Mecklenburgische Seenplatte in Mecklenburg-Vorpommern. Er ist nicht mehr vorhanden.

## Beschreibung
Der relativ große Begräbnisplatz hatte 2900 m² Fläche und lag am nordöstlichen Stadtrand neben der Mühlentorsiedlung in einem Industriegebiet. Auf ihm sind keine Grabsteine erhalten.
Jüdische Friedhöfe wurden in den amtlichen Karten als Begräbnisplatz bezeichnet und mit einem L statt einem † signiert. Meistens wurden sie weiter außerhalb der Städte oder Gemeinden angelegt, überwiegend an den Scheunenvierteln oder ähnlichen abgelegenen Orten, wie hier im Industriegebiet.

## Geschichte
Im Malchin hatten sich bereits ab 1749 wieder Juden niedergelassen. Der Friedhof wurde noch vor 1755 angelegt und von der Stadt an die jüdische Gemeinde verpachtet, worüber die Stadtväter auf Anfrage aus Plau am See, wo ebenfalls ein jüdischer Friedhof angelegt werden sollte, berichteten.
Von dem jüdischen Friedhof in Malchin sind heute keine Spuren mehr erhalten. Er soll in der NS-Zeit zerstört und gänzlich abgeräumt worden sein. Heute befindet sich hier ein Industriegelände.